# Pseudatemelia amparoella
Pseudatemelia amparoella is een vlinder uit de familie zaksikkelmotten (Lypusidae). De wetenschappelijke naam is voor het eerst geldig gepubliceerd in 1986 door Vives.
De soort komt voor in Europa.